# Kwas N-metylo-D-asparaginowy
Kwas N-metylo-D-asparaginowy – organiczny związek chemiczny z grupy aminokwasów, metylowa pochodna kwasu asparaginowego. Jest agonistą neuronalnego receptora NMDA związanego z kanałem jonowym przepuszczalnym dla jonów wapnia (Ca2+), sodu (Na+) i potasu (K+), zlokalizowanym w synapsach. Działa jak natywny ligand receptora NMDA – glutaminian.
Zapamiętywanie i zapominanie informacji jest możliwe dzięki plastyczności obwodów neuronalnych różnych rejonów mózgu. Powstawanie pamięci można opisać jako utrwalanie tzw. śladów pamięciowych, co polega na wytwarzaniu i stabilizacji nowych połączeń między komórkami nerwowymi, natomiast utrata wspomnień jest zanikaniem części z nich. Procesy warunkujące te zmiany: długotrwałe wzmocnienie synaptyczne (LTP, ang. long-term potentiation) oraz długotrwałe tłumienie synaptyczne (LTD – long-term depression) funkcjonują u ludzi tak samo jak u znacznie prostszych organizmów, na przykład muszek owocowych i ślimaków morskich.
Główny element obu mechanizmów, to znajdujący się w błonie postsynaptycznej receptor NMDA, który jest miejscem umożliwiającym łączenie dwóch rodzajów bodźców – chemicznego (kwas glutaminowy uwalniany do przestrzeni synaptycznej) oraz elektrycznego (potencjał czynnościowy przemieszczający się wzdłuż błony komórkowej neuronu). Pozwala to mózgowi na powiązanie z sobą dwóch bodźców, co najprawdopodobniej jest podstawowym warunkiem uczenia się.
Uruchomienie receptora NMDA wymaga zbiegnięcia się w czasie dwóch sygnałów. Glutaminian – neuroprzekaźnik uwolniony z błony presynaptycznej – wiąże się z receptorem NMDA oraz receptorem nie-NMDA, który jest kanałem dla jonów Na+, jednak samo związanie glutaminianu z receptorem NMDA jest niewystarczające do jego aktywacji. Otwarcie kanału jonowego nie-NMDA powoduje napływ Na+ do wnętrza komórki postsynaptycznej, co wywołuje depolaryzację jej błony komórkowej i usunięcie jonu Mg2+ blokującego receptora NMDA.
W ten sposób jednoczesne pojawienie się dwóch sygnałów: glutaminianu i depolaryzacji błony postsynaptycznej prowadzi do aktywacji receptora NMDA. Jego odblokowanie umożliwia napływ jonów Ca2+ do wnętrza komórki, co uruchamia kaskadę sygnałową prowadzącą do zwiększenia liczby receptorów nie-NMDA na błonie postsynaptycznej. Dzięki temu komórka postsynaptyczna staje się „bardziej wrażliwa” i łatwiej ulega depolaryzacji.